# Szelenyiola nearctica
Szelenyiola nearctica är en stekelart som beskrevs av Trjapitzin 1977. Szelenyiola nearctica ingår i släktet Szelenyiola och familjen sköldlussteklar. Inga underarter finns listade i Catalogue of Life.